# Сармеде
Сармеде (итал. Sarmede) је насеље у Италији у округу Тревизо, региону Венето.
Према процени из 2011. у насељу је живело 1075 становника. Насеље се налази на надморској висини од 97 м.

## Становништво
Према резултатима пописа становништва 2011. у општини је живело 3.174 становника.
| 1931. | 1936. | 1951. | 1961. | 1971. | 1981. | 1991. | 2001. | 2011. |
| ----- | ----- | ----- | ----- | ----- | ----- | ----- | ----- | ----- |
| 3.866 | 3.563 | 3.921 | 3.394 | 3.106 | 3.018 | 2.886 | 3.004 | 3.174 |